# Pterostichus falcispinus
Pterostichus falcispinus es una especie de escarabajo terrestre del género Pterostichus, categorizada en la tribu Pterostichini, de la subfamilia Harpalinae. Fue descrita por Sasakawa en 2005.

## Distribución
Se distribuye por Asia: Japón.